# Шелковников (хутір)
Шелковников (рос. Шелковников; адиг. Шелковников) — хутір Кошехабльського району Адигеї Росії. Входить до складу Вольненське сільське поселення.
Населення — 272 особи (2015 рік).

## Вулиці
- Миру,
- Річковий провулок,
- Степовий провулок.